# Casali della Meta
Casali della Meta is een plaats (frazione) in de Italiaanse gemeente Amatrice.